# Danielle Small
Danielle Small (7 de fevereiro de 1979) é uma ex-futebolista profissional australiana que atuava como meia.

## Carreira
Danielle Small representou a Seleção Australiana de Futebol Feminino, nas Olimpíadas de 2004. 